# Уранові руди
Ура́нові ру́ди — природні мінеральні утворення, які містять уран у таких концентраціях, кількостях і сполуках, при яких його промисловий видобуток економічно доцільний.

## Загальний опис

Головні рудні мінерали: оксиди — уранініт, уранова смолка, уранова чернь; силікати — коффініт; титанати — бранерит; уранілсилікати — уранофан, бетауранотил; уранілванадати — карнотит, тюямуніт; уранілфосфати — отеніт, торберніт. Крім того, уран в рудах нерідко входить до складу мінералів, які містять Р, Zr, Ti, Th і TR (флуорапатит, лейкоксен, монацит, циркон, ортит, торіаніт, давидит тощо). Іноді уранові сполуки концентруються у вугіллі викопному, лігнітах, фосфоритах тощо. Залежно від складу корисних компонентів розрізняють власне уранові, урано-поліметалічні, мідно-уранові, золото-уранові та інші руди. Розрізняють Уранові руди супербагаті (понад 0,3 % U), багаті (0,1-0,3 %), рядові (0,05-0,1 %), убогі (0,03-0,05 %) і забалансові (0,01-0,03 %). Родовища уранових руд з запасами U3O8 понад 50 тис. т належать до дуже великих, до великих — 10-50 тис. т, середніх — 1-10 тис. т, дрібних — 0,2-1,0 тис. т і до дуже дрібних — менше 0,2 тис. т. За походженням розрізняють осадові, інфільтраційні, гідротермальні, магматогенні і постмагматичні уранові руди, крім того бувають первинні, окиснені та змішані уранові руди.
Загальносвітові запаси уранової руди близько 2,3 млн. т (1990), ресурси, які можна виділити з руди при собівартості не більше 100 доларів на кг оцінюються в 3,3 млрд кг U3O8. Їх розподіл по країнах показано на рис.

## Родовища уранових руд
Серед промислових типів родовищ уранових руд виділяють: альбітитові, плутоногенні гідротермальні, вулканогенні гідротермальні, осадові, інфільтраційні і метаморфогенні.
Альбітитові родовища уранових руд відомі серед метаморфічних комплексів кристалічних порід докембрію. Рудні тіла мають форму сплощених лінз і трубоподібних покладів, складені переважно альбітом. Крім того, присутній циркон, апатит, кварц, егірин, рибекіт-родусит, епідот, хлорит, гідробіотит, карбонати. Уранові мінерали представлені уранотитанатами, уранінітом, давидитом, коффінітом, гідронастураном, уранофаном, бетауранотилом.
| Характеристика типів родовищ | Вміст U3О8,% | Видобуток, % | Приклади родовищ                                                             |
| І-й тип. Витримані пласти ураноносних порід у метаморфізованих докембрійських конґломератах | 0,05-0,2     | 50           | Аглом-Квірк, Аглом-Нордік (Канада), Вітватерсранд (ПАР), Жакобіна (Бразилія) |
| ІІ-й тип. Середні та дрібні пласти та лінзи уранованадатів у аркозових пісковиках, конґломератах, бітумінозних породах                                                                            | 0,3          | 25           | Кеплікс-Холл, Амброзія-Лейк, Моньюмент-ІІ (США), родов. Катанги та Габону    |
| ІІІ-й тип. Дрібні жили та жильні зони кварцового, кварц-карбонатного, флюорит-баритового, урано-поліметалічного, урано-мідного та урано-молібденового складу у вивержених і метаморфічних породах | 0,3          | 20           | Ельдорадо (Канада), Шінколобве (Конго)                                       |
| IV-й тип. Ураноносні пегматити та альбітити | 0,3          | 5            | Родовища Канади, Індії, Аргентини                                            |

- Серед плутоногенних гідротермальних родовищ можуть бути виділені дві головні формації: уранініт-сульфідна і уранініт-арсенідна. У складі руд уранініт-сульфідної формації поряд з уранінітом беруть участь сульфіди. Серед них найбільш універсальний пірит, в різних комбінаціях зустрічаються халькопірит, борніт, молібденіт, бісмутин, сфалерит, ґаленіт, бляклі руди. Наприклад, на родовищі Мерісвейл, шт. Юта (США) рудні тіла розвинені на площі 0,5-1 км². Вони мають форму крутоспадних жил довжиною до 500 м при потужності від 1,5-2 до 7 м і простежуються на глибину до 800 м. Жили складені уранінітом в асоціації з піритом, а також магнетитом, флюоритом, адуляром і кварцом; виявлений умогоїт складу UO2·MoO4·4H2O.
- Руди ураніт-арсенідної формації відрізняються складним складом з помітним розвитком арсенідів нікелю і кобальту, а також мінералів срібла. У найбільш повному вигляді вони представлені так званою п'ятиелементною формацією, до складу якої входять уран, нікель, кобальт, бісмут і срібло. Але зазвичай цей ряд елементів скорочується в зв'язку з випаданням тих або інших складових.
- Вулканогенні гідротермальні родовища уранових руд асоційовані з комплексами вулканічних порід пізньо- і постгеосинклінальної стадії геологічного розвитку, в основному герцинського і альпійського циклів. Серед них виділяються формації: уран-титанова (давидитова, бранеритова), уранініт-ґаленітова, уранініт-молібденітова, уранініт-флюоритова, уранініт-халькопіритова, уранініт-арсенова, уранініт-апатитова, уранініт-алофанова.

- Виникнення осадових родовищ урану зумовлене відновленням і сорбцією рухливих сполук урану в середовищі осадонакопичення. Осадові родовища урану розділяють на морські і континентальні. Серед морських розрізняють осадові родовища урану в карбонатних породах, вуглисто-кременистих сланцях, фосфорвмісних породах. Серед континентальних виділяються осадові родовища урану в торфовищах, лігнітах і бурому вугіллі, в конґломератах і пісковиках.

- Інфільтраційні родовища урану мають велике промислове значення і поширення. Вони відомі серед кам'яно-вугільно-пермських товщ Німеччини, Франції, Великої Британії, Італії, Данії, Голландії, Бельгії, Швейцарії, Австралії, Югославії, Угорщини, Румунії, Індії. До них належать добре відомі родовища тріасових пісковиків плато Колорадо в США, а також юрські і крейдяні утворення США і Центральної Європи. Відомі олігоценові родовища — в США, Франції, Єгипті, міоценові — в США, Японії, Туреччині, Пакистані, Індії, Іспанії, пліоценові — в Японії. До інфільтраційних належать зовсім молоді пліоцен-четвертинні уранові родовища в Австралії. Рудоносні конґломерати Південної Африки і Канади в їх первинному стані також належать до цього типу. Вміст урану в руді змінюється від 0,1 до 1 %; крім того, присутні ванадій (1-1,5 %), мідь, кобальт, нікель, молібден, селен, арсен.

- Серед метаморфогенних родовищ урану можуть бути відмічені скарноподібні родовища типу Мері Кетлін в Австралії, метаморфізовані родовища ураноносних углисто-кременистих сланців типу Аллігейтор Ріверс в Австралії, древніх металоносних конґломератів, відомих в ПАР. Так, родовище Аллігейтор Ріверс в районі Північної Австралії характеризується прожилково-вкрапленими рудами серед кварц-хлорит-серицитових і графітистих сланців до складу яких входить уранініт з домішкою золота, сульфідів (ґаленіт, пірит, халькопірит, борніт) і гематит. Запаси урану оцінюються в 300 тис. т. при вмісті U3O8 в рядових рудах 0,1-0,4 %, в багатих рудах 15 %.

Родовища уранових руд є в Україні, США (Колорадське плато), ПАР, Канаді, Конго, Намібії, Нігері, Німеччині, Казахстані, Росії, Австралії, Бразилії, Франції, Індії, Японії та інших країнах. Горл. видобувні країни: Канада, ПАР, США, Намібія, Нігер, Франція.

## Родовища в Україні

Уранові руди в Україні мають неоднакове походження і зустрічаються за різних геологічних обставин: у кристалічній основі, осадовому чохлі стародавніх платформ, в областях післяплатформного орогенезу. Більша частина уранових родовищ і рудопроявів зосереджені головним чином на Українському щиті (у фундаменті та осадовому чохлі) і, частково, Донецькому басейні та Карпатах. За генезисом серед них виділяють метаморфізовані, ультраметаморфічні, прожилково-штокверкові та інфільтраційні. Найбільші родовища уранових руд розробляються в Кіровоградському геоблоці. Вони представлені пегматитами, пегматоїдно-гранітоїдними та лужними породами. Мінерали — уранініт, настуран, уранові черні.
У Приазов'ї відоме Слісевське пегматитове родовище з тантало-ніобієвою та урано-торієвою мінералізацією. У Побужжі виявлене пегматоїдно-ґранітні жильні або жильно-пластові тіла з урановою мінералізацією (родовища Південне, Лозоватське, Калинівське). Гідротермальні родовища уранових руд та рудопрояви розміщуються, в основному, серед ґнейсово-ґранітних комплексів Кіровоградського геоблоку та метасоматичних порід Криворізько-Кременчуцької залізорудної смуги. Серед них виділяються метасоматичні та жильні родовища та рудопрояви. Метасоматичні родовища мають найважливіше промислове значення. Морфологія рудних тіл пласто-лінзоподібна; розміри тіл — від сотень до тисяч метрів і більше за простяганням та падінням при потужності до десятків метрів. Вміст урану від 0,4–0,1 до 1 %. Жильні родовища уранових руд в докембрії України нечисленні і промислового значення поки що не мають. До них належить Червоношахтарський рудопрояв, розташований в Західно-Інгулецькій зоні в 5–10 км на захід від залізорудної Криворізько-Кременчуцької смуги. Потужність жил 10–15 км, виконані уранінітом та сульфідами, знаходяться в роз'єднаних зонах потужністю 1–1,5 км.
Інфільтраційні рудопрояви часто зустрічаються в залізистих породах Криворізької смуги, що дуже змінилася під дією гіпергенезу. В Саксаганському районі на Червоногвардійському залізорудному родовищі розвинуте уранове зруденіння у вигляді гнізд, невеликих лінзовидних та стовпоподібних покладів. Вміст урану 0,01–0,15 %. Мінералізація представлена настураном, урановою черню, сорбцією в гідрооксидах заліза. До цього ж класу родовищ належать Компаніївське, Криничеватське, Північно-Березнянське.
Родовища і рудопрояви в осадових товщах представлені гідротермальними урановими рудопроявами Мармарошського масиву у Східних Карпатах. До них належать рудопрояви Яворник, Розис, Чивчинське та інш. У південній частині Донбасу, на межі з Українським щитом, у зоні Волновахського розлому відоме Єланчикський гідротермальний уран-торієвий рудопрояв.
Метаморфізовані родовища та рудопрояви зустрічаються переважно в ґнейсах, метаконґломератах, пісковиках, сланцях. Промислових родовищ серед них в Україні не виявлено.
Уранові родовища України
| - Сафонівське уранове родовище - Ватутінське уранове родовище - Центральне уранове родовище - Мічурінське уранове родовище - Братське уранове родовище - Новокостянтинівське уранове родовище - Христофорівське уранове родовище - Девладівське уранове родовище - Берецьке уранове родовище | - Новогурівське уранове родовище - Хутірське уранове родовище - Сурське уранове родовище - Северинівське уранове родовище - Компаніївське уранове родовище - Докучаївське уранове родовище - Південне уранове родовище - Калинівське уранове родовище | - Лозоватське уранове родовище - Жовторіченське уранове родовище - Первомайське уранове родовище - Миколо-Козельське уранове родовище - Червоношахтарський урановий рудопрояв - Адамівське уранове родовище - Краснооскольське уранове родовище |